# Bilbao Ekintza

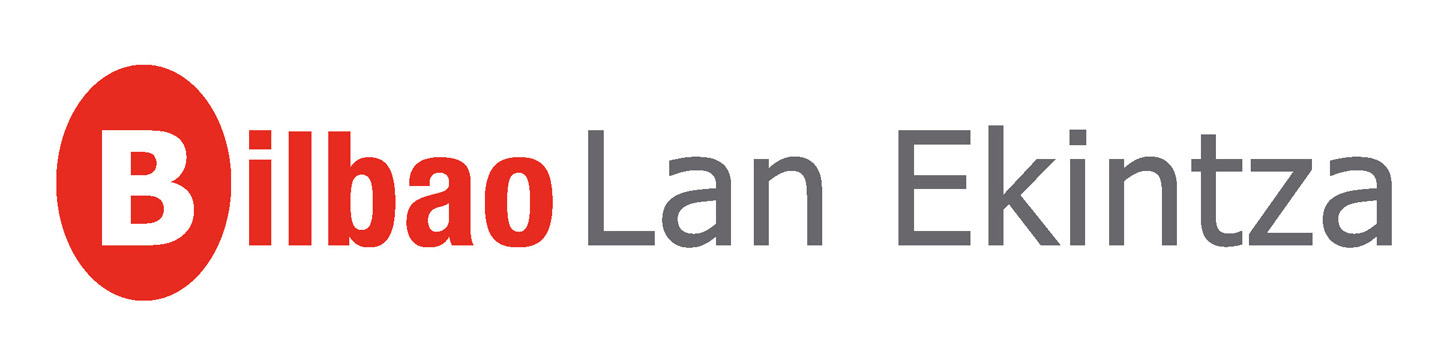
Logo.

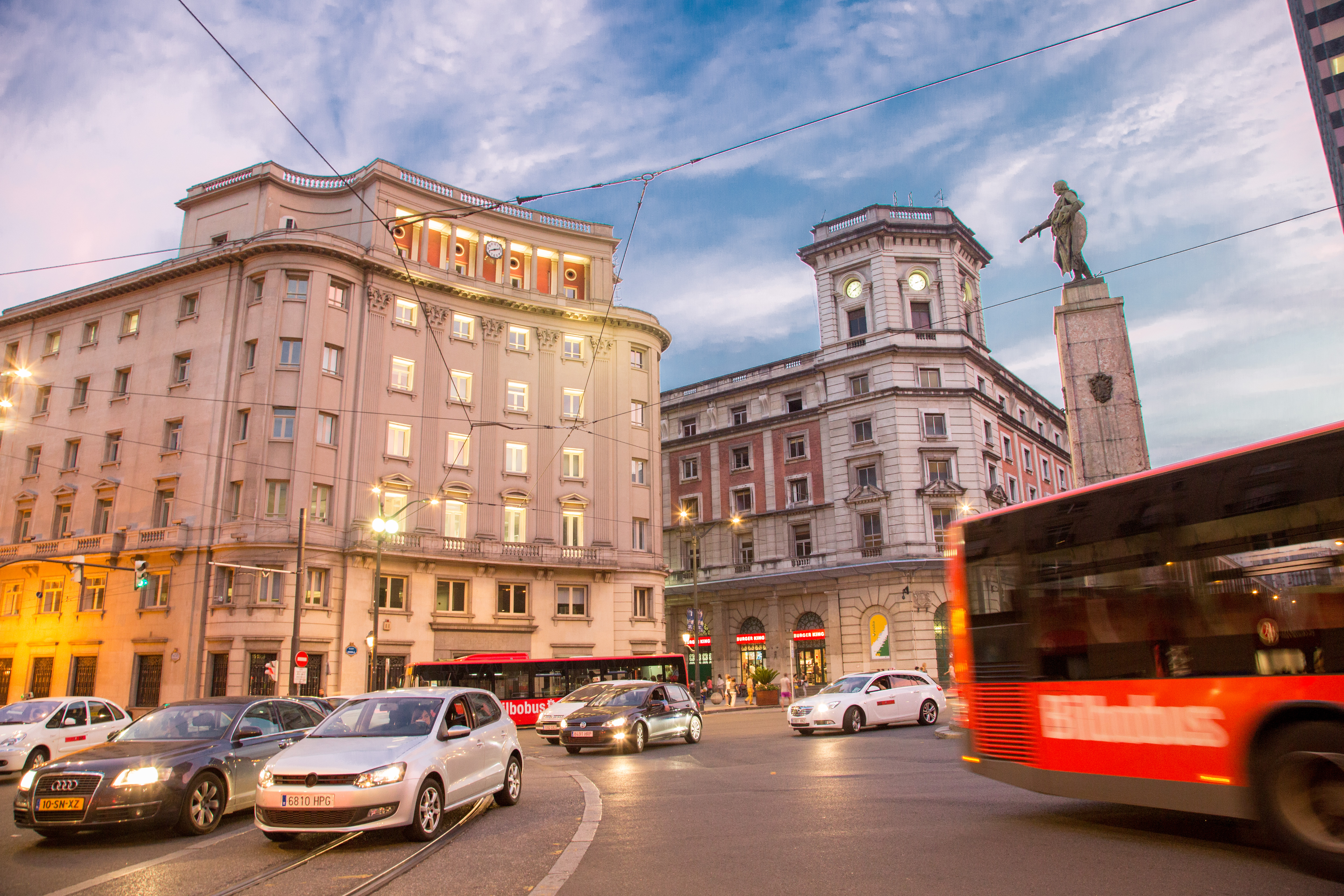
Oficinas de Bilbao Ekintza en el Edificio Terminus de la Plaza Circular de Bilbao.

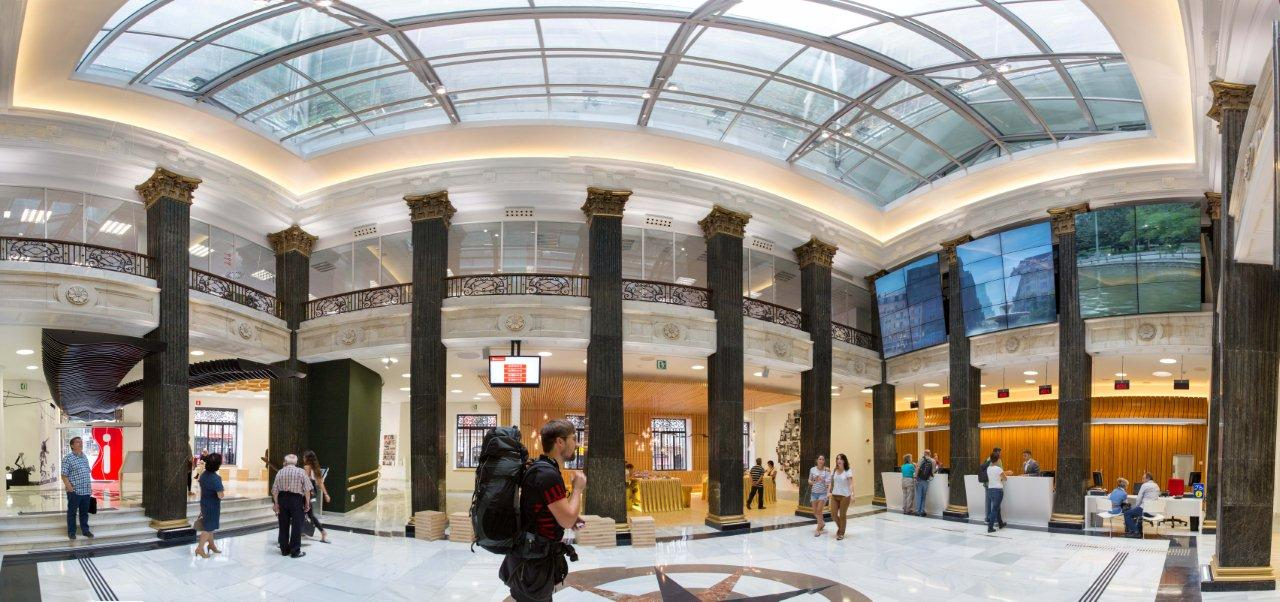
Oficina de Turismo en el Edificio Terminus.

Bilbao Ekintza es la agencia de desarrollo local del Ayuntamiento de Bilbao. Sus objetivos son mejorar las oportunidades de acceso y mantenimiento del empleo, detectar nuevas oportunidades económicas, promocionar el comercio y las empresas de Bilbao y sus barrios e impulsar el emprendizaje y la innovación.
Bilbao Ekintza tiene sus oficinas centrales en el edificio Terminus ubicado en la plaza Circular de la villa.

## Áreas de trabajo y objetivos
- Promoción empresarial y empleo: promover en la ciudadanía el desarrollo de habilidades y competencias para el emprendimiento y la capacitación profesional adaptadas a las necesidades y oportunidades de las empresas; promover la atracción, la creación y el crecimiento de empresas generando actividad económica y empleo en Bilbao, priorizando la intervención en los sectores estratégicos para la ciudad; visualizar y posicionar a Bilbao como ciudad innovadora y dinamizadora en el desarrollo económico, favoreciendo la creación de espacios empresariales urbanos, fundamentalmente en los barrios, para el fortalecimiento de la cohesión económica de la ciudad. Entre los eventos para propiciar el posicionamiento de Bilbao como ciudad de compras destacamos Arteshop Bilbao, Shopping Eguna, etc.

- Comercio: potenciar, promocionar y desarrollar el comercio de la ciudad y sus barrios, como sector protagonista de la vida económica, social y humana que juega un papel relevante en el posicionamiento de la ciudad de Bilbao y sus barrios.

- Turismo: gestión estratégica de Bilbao como producto turístico, con la vocación de apoyar el desarrollo económico de la ciudad, mediante la colaboración entre agentes públicos y privados. Eventos destacados: Basque Fest, Aste Nagusia, etc.

- Internacional: internacionalización de Bilbao como vía para generar oportunidades en el exterior para nuestras empresas.

- Impulso a la actividad: tiene como objetivo promover y potenciar actividades y eventos que contribuyan a la generación de riqueza en el municipio, a la promoción económica y a la promoción de Bilbao en el exterior. Destacan el Festival Bilbao BBK Live, Bilbao Web Fest, Mendi Film Festival, Festival El Sol, Premios Diseño B Awards, Blbao Night Marathon, entre otros.

- Observatorio Socioeconómico: persigue la generación, recopilación y difusión de indicadores socioeconómicos rigurosos del municipio desde una doble vocación: de un lado, responder a las necesidades de conocimiento e información de los responsables municipales, aportando apoyo técnico para la toma de decisiones y la elaboración de propuestas y estrategias. De otro, proporcionando una herramienta de consulta continua y de referencia para la ciudadanía, los agentes sociales y las empresas.